# Alexander Rotte
Alexander Rotte (* 21. Oktober 1989) ist ein deutscher Skeletonpilot.

## Leben
Alexander Rotte lebt in Winterberg. Er begann 2006 mit dem Skeletonsport und gehört seit 2007 dem deutschen Nationalkader an. Im Dezember 2007 debütierte er in Cesana Pariol im Skeleton-Europacup und belegte den 17. Platz. Sein nächstes wichtiges Rennen bestritt Rotte bei den Deutschen Skeleton-Meisterschaft 2009, die im November 2008 ausgetragen wurden. Der Athlet vom BSC Winterberg belegte den fünften Platz. Zur Saison 2008/09 qualifizierte sich Rotte bei den internen Ausscheidungen für den Europacup. Abgesehen von einem Rennen in Igls, wo er nur Elfter wurde, erreichte er in der ganzen Saison nur einstellige Platzierungen. In Altenberg schaffte er als Drittplatzierter sein erstes Podiumsresultat, in Cesana konnte er beim Saisonfinale hinter seinem Teamkameraden Sebastian Haupt Zweiter werden. In der Gesamtwertung belegte Rotte den dritten Platz.
In der darauffolgenden Saison 2009/2010 erfuhr er beim Europacup mehrere Podestplatzierungen und krönte seine Saison mit einem Sieg auf der Olympiabahn in Cesana. In diesem Jahr gewann er auch die Gesamtwertung des Europacups.
Rotte betrieb auch Biathlon. Hier war er Mitglied des SK Winterberg und wurde von Thomas Pawliczek trainiert. Größter Erfolg war ein vierter Rang beim Deutschlandpokal in Bayerisch Eisenstein.
| Personendaten    | Personendaten           |
| ---------------- | ----------------------- |
| NAME             | Rotte, Alexander        |
| KURZBESCHREIBUNG | deutscher Skeletonpilot |
| GEBURTSDATUM     | 21. Oktober 1989        |